# Звездовка
Звездовка (укр. Звіздівка) — село в Головинской сельской общине Ровненского района Ровненской области Украины.
Население по переписи 2001 года составляло 786 человек. Почтовый индекс — 35051. Телефонный код — 3657. Код КОАТУУ — 5623482601.

## История
В 1946 г. Указом Президиума ВС УССР село Звизджо переименовано в Звёздовку.
До 2020 года входило в Костопольский район.